# 19 Brygada Okrętów Podwodnych
19 Brygada Okrętów Podwodnych (18 BOP) – morski związek taktyczny Sił Zbrojnych Federacji Rosyjskiej w strukturach Floty Oceanu Spokojnego.

## Okręty
| Okręty brygady w linii w 2008 |             |                 |
| Nazwa                         | Typ         | Uwagi           |
| B-187                         | projekt 877 | w linii od 1991 |
| B-190 Krasnoarmiejsk          | projekt 877 | w linii od 1992 |
| B-260 Czyta                   | projekt 877 | w linii od 1981 |
| B-345 Mogocza                 | projekt 877 | w linii od 1994 |